# جون ويزلي يونغ
جون ويزلي يونغ (بالإنجليزية: John Wesley Young)‏ هو رياضياتي أمريكي، ولد في 17 نوفمبر 1879 في كولومبوس في الولايات المتحدة، وتوفي في 17 فبراير 1932 في هانوفر في الولايات المتحدة.